# Mudashiru Lawal
Mudashiru Lawal   (Abeokuta, 8 de juny de 1954 - Ibadan, 6 de juliol de 1991) fou un futbolista nigerià de la dècada de 1980.
Fou internacional amb la selecció de futbol de Nigèria. Pel que fa a clubs, destacà a Shooting Stars SC.